# 托马斯·安东尼奥·维塔利

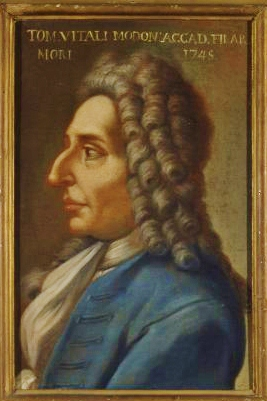
托马索·安东尼奥·维塔利的肖像，十八世纪下半叶由一位不知名的艾米丽亚画家创作。

托马索·安东尼奥·维塔利（意大利语：Tomaso Antonio Vitali；1663年3月7日—1745年5月9日）是一位巴洛克中晚期的意大利作曲家和小提琴家。他是乔瓦尼·巴蒂斯塔·维塔利（Giovanni Battista Vitali）家中的长子。 他以一首G小调恰空舞曲（为小提琴与数字低音而作）而著名。这部作品的手稿目前收藏在在德累斯顿的萨克森州立图书馆。演奏版本由小提琴家斐迪南·大卫（Ferdinand David）修改过，收录在他的《高等小提琴曲集》中。
这部作品的广泛转调引起人们的猜测，即是他可能不是一部真正的巴洛克作品，并且这部作品与维塔利的其他作品缺乏相似之处；这使现代学者对它的归属产生严重怀疑。

## 生平
维塔利 1663 年 3 月 7 日出生于博洛尼亚，父亲是著名作曲家、小提琴家乔瓦尼·巴蒂斯塔·维塔利。他在摩德纳师从安东尼奥·马利亚·帕基奥尼学习作曲。他在1675至1742年受雇于埃斯特宫廷乐团。他同时也是一名音乐教师，他的 学生包括埃瓦里斯托·费利斯·达尔阿巴科、让·巴蒂斯特·塞奈耶、吉罗拉莫·尼科洛·劳伦蒂和卢卡·安东尼奥·普雷迪里。
1745年5月9日，他去世于摩德纳。

## 作品
维塔利已确定的作品包括一系列的三重奏鸣曲，以他的Op.1和2在1693年出版；室内奏鸣曲（Sonata da camera）;以及小提琴奏鸣曲（包括他的Op.6）等作品。
已经录制的作品包括全部的Op.1（Naxos 8.570182）,三首小提琴奏鸣曲（由瑞士厂牌Gallo录制）以及一些选自Op.2和Op.4的奏鸣曲（由芬兰厂牌Classica CL录制，作品4，第12首，厂牌编号为101）。